# Grupo de Média Nacional

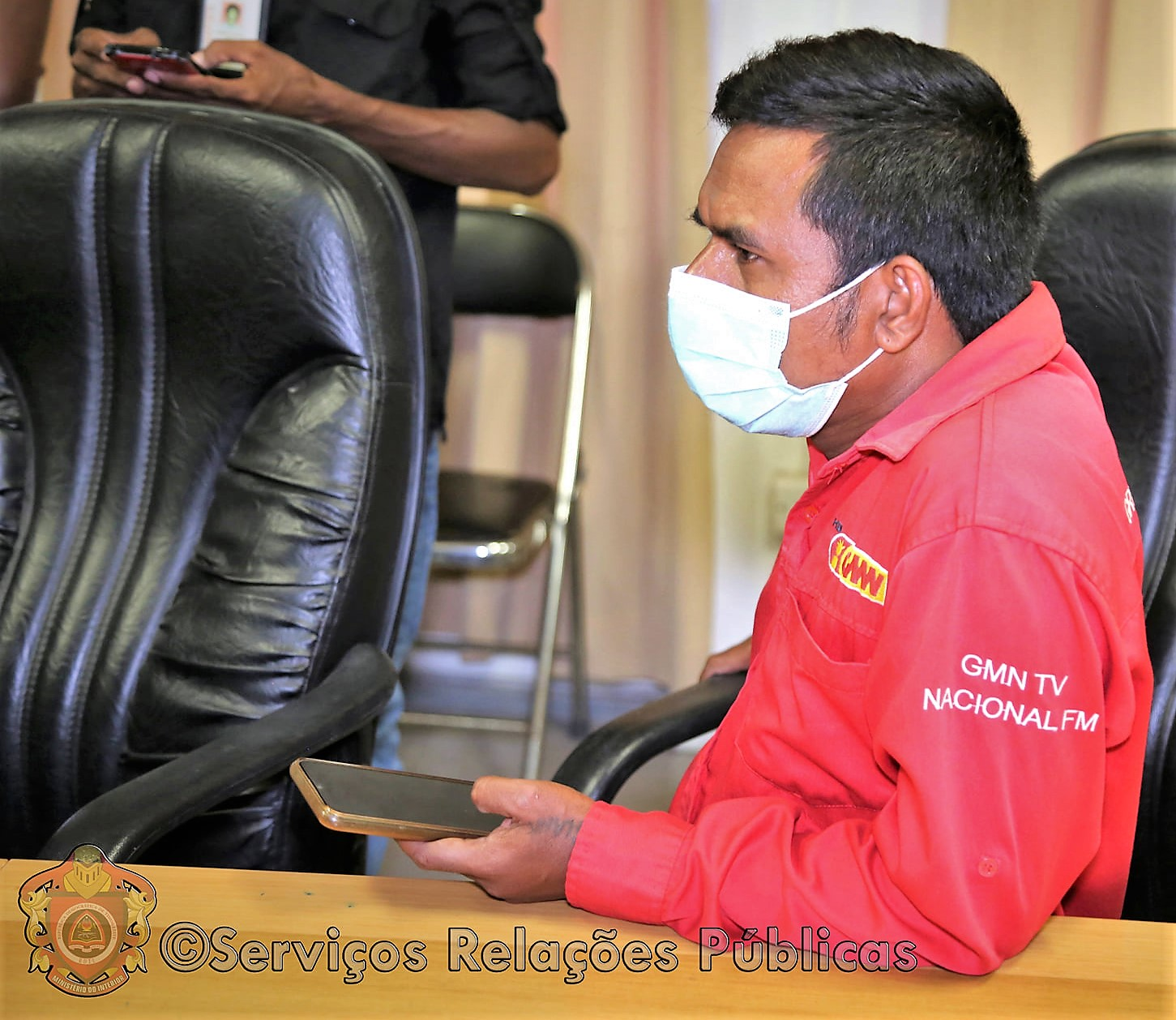
Reporter von GMN TV bei einer Pressekonferenz

Die Grupo de Média Nacional GMN ist ein Medienunternehmen aus Osttimor. Seinen Sitz hat GMN in der Landeshauptstadt Dili in der Rua D. Boaventura 8.

## Übersicht
Zu dem Unternehmen gehören das Wochenblatt Jornal Nacional-Semanário (kurz Semanário) und die Tageszeitung Jornal Nacional-Diário (Diário Nacional).
Anfang 2017 kamen dazu noch der Fernsehsender GMN TV und der Radiosender Nacional FM, die landesweit und auch über Satellit zu empfangen sind.

## Printmedien
Die Zeitungen erscheinen in Portugiesisch, Tetum und Bahasa Indonesia. Die Leser stammen aus der einheimischen Bevölkerung sowie in Osttimor lebenden Portugiesen und Indonesiern. Sie werden in Dili und den umliegenden Gemeinden verkauft.
Die seit 2003 bestehende Semanário hat eine Wochenauflage von 1500 Exemplaren. Schwerpunkt sind Interviews und Themen der Woche.
Die Diário Nacional wird seit 2005 herausgegeben. Sie erscheint von Montag bis Freitag und hat eine Wochenauflage von 5000 Stück. Berichtet wird von nationalen und internationalen Ereignissen.

## Radiosender
Der Radiosender Nacional FM sendet täglich 24 Stunden lang auf UKW 101,1 MHz und kann auch im südostasiatischen Ausland und Australien empfangen werden. Neben nationalen und internationalen Nachrichten sendet man eigene Unterhaltungsproduktionen und Musik. Gesprochen werden Tetum und Portugiesisch. Entsprechend sind die Hörer Osttimoresen und Portugiesen im Sendegebiet.

## Fernsehsender

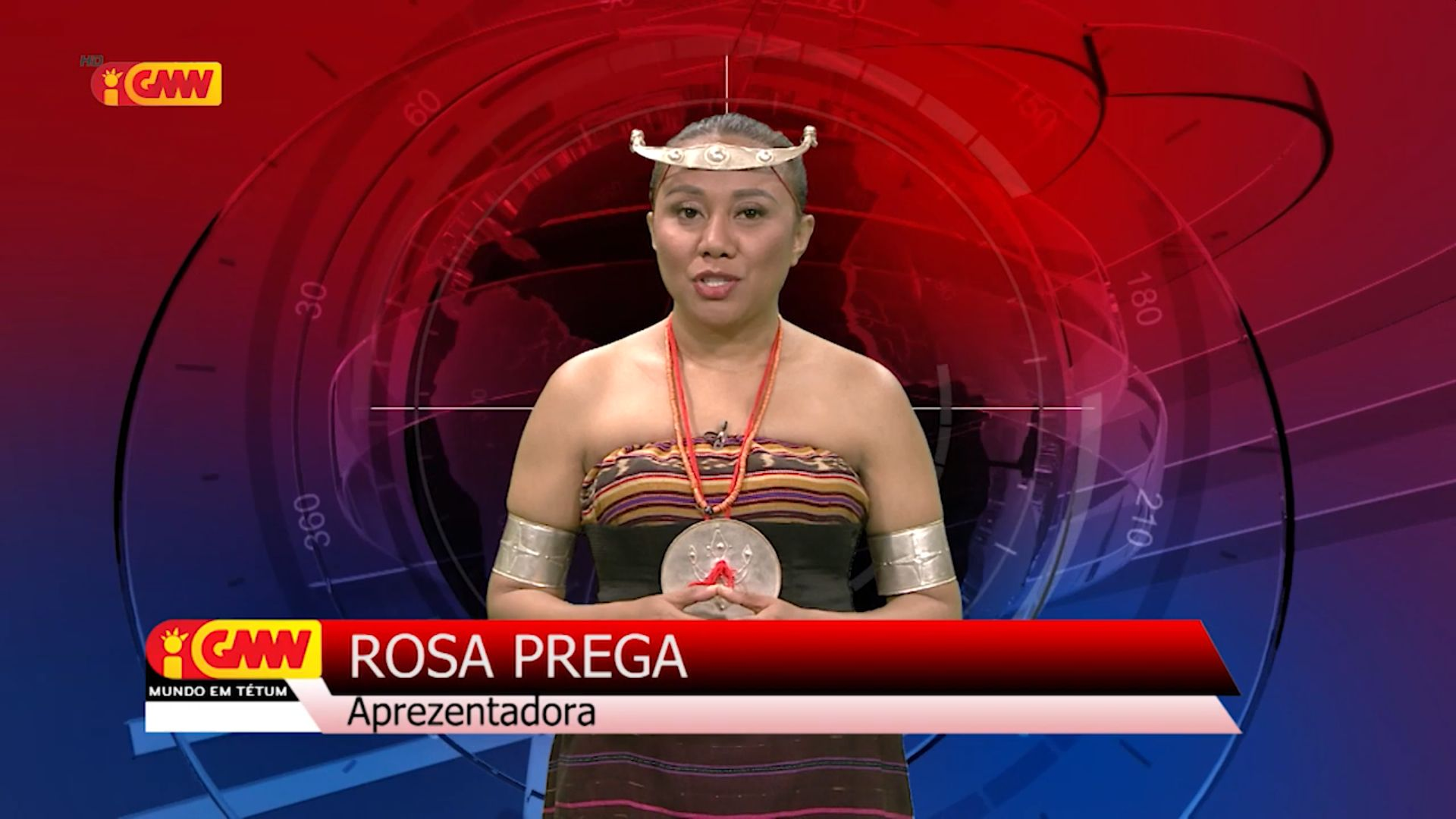
Munu iha Tetum – Die Welt in Tetum, Nachrichtenmagazin (2020)

GMN TV ist über Antenne auf der Frequenz 591 MHz zu empfangen. Über den Kommunikationssatelliten Telkom 1 erreicht GMN TV über der Frequenz 3768 MHz ganz Südostasien und teilweise den Süden Chinas, den Norden Australiens, Neukaledonien und den Westen Indiens. Gesendet wird täglich 24 Stunden lang. Präsident des Fernsehsenders ist Jorge Serrano.
Das Programm bietet Informations-, Nachrichten- und Unterhaltungssendungen, sowohl aus heimischer, als auch aus internationalen Produktionen, die in Tetum und Portugiesisch synchronisiert oder untertitelt werden. Auch selbstproduzierte Live-Sendungen werden gesendet.
2019 musste GMN TV die Ausstrahlung eines Interviews mit Eurico Guterres absagen, einem der führenden Köpfe der pro-indonesischen Milizen, während der Gewaltwelle 1999, nachdem es gegen die Ankündigung in den sozialen Netzwerken großen Protest gab.
Der Sender hat seinen Sitz an der Rua Dom Boaventura, gegenüber dem Park Jardim Infantil, im Stadtteil Bebora (Suco  Motael).

## Webauftritte
Die Webseiten und Auftritte in sozialen Netzwerken der GMN-Medien erscheinen in Portugiesisch, Tetum, Indonesisch und Englisch und werden durchgehend aktualisiert. Neben den üblichen Kunden sind hier auch englischsprechende Nutzer in Osttimor und die osttimoresische Diaspora Ziel.